# Roud Folk Song Index

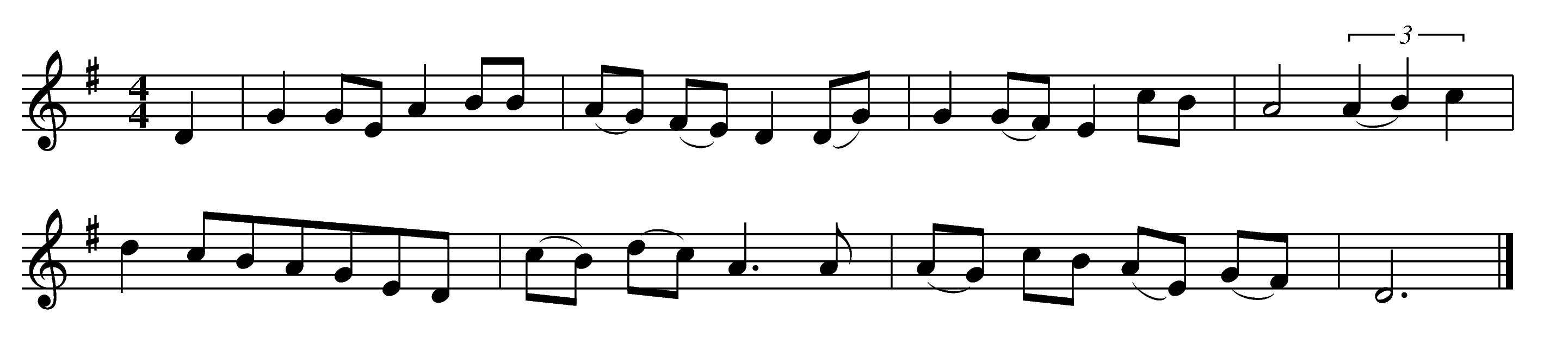
Esta partitura musical foi produzida por mim usando a notação abc. Acredita-se que a melodia em si seja de domínio público. Foi transcrita da tradição oral por Ralph Vaughan Williams, em 1908, e desde então apareceu em várias publicações, incluindo Folk Song Journal (IV 123) e o Penguin Book of English Folk Songs (1959)

O Roud Folk Song Index é um banco de dados de cerca de 250 mil referências a cerca de 25 mil canções coletadas da tradição oral na língua inglesa de todo o mundo. É compilado por Steve Roud (nascido em 1949), um ex-bibliotecário no bairro londrino de Croydon. O índice de Roud é uma combinação do Broadside Index (fontes impressas antes de 1900) e um "índice de registro de campo" compilado por Roud. Inclui todas as fontes impressas anteriores conhecidas por Francis James Child (as baladas infantis) e inclui gravações de 1900 a 1975. Até o início de 2006, o índice estava disponível por assinatura de CD; agora ele pode ser encontrado online no site da Biblioteca Memorial Vaughan Williams, mantido pela Sociedade Inglesa de Dança e Canção Folclórica. Uma lista parcial também está disponível em Lista de canções folclóricas por número de Roud.

## Coleções similares
A coleção de James Madison Carpenter tem 6.200 transcrições e mil cilindros gravados feitos entre 1927 e 1955. O índice traz o título, a primeira linha e o nome do cantor de origem. Quando apropriado, o número de Child é fornecido. Ainda é um recurso amplamente inexplorado, com nenhuma das gravações facilmente disponíveis.
O Cabinet of Folksongs (Dainu skapis) é um índice semelhante de quase 218 mil textos de canções folclóricas letãs, criado pelo estudioso letão Krišjānis Barons no final do século XIX e início do século XX.
O banco de dados de canções folclóricas de Essen é outra coleção que inclui canções de países que não falam inglês, particularmente Alemanha e China.
O Folk Song Index é um projeto colaborativo entre a Oberlin College Library e o jornal de música folclórica Sing Out!. Ele indexa canções folclóricas tradicionais do mundo, com ênfase em canções de língua inglesa, e contém mais de 62 mil entradas e mais de 2.400 antologias. A coleção de Max Hunter lista 1.600 músicas, mas cada variante menor recebe um número distinto.
O Traditional Ballad Index da Universidade do Estado da Califórnia em Fresno inclui números de Roud até o número 5.000 com comentários sobre as músicas, mas se baseia em menos fontes.